# Nahkampf

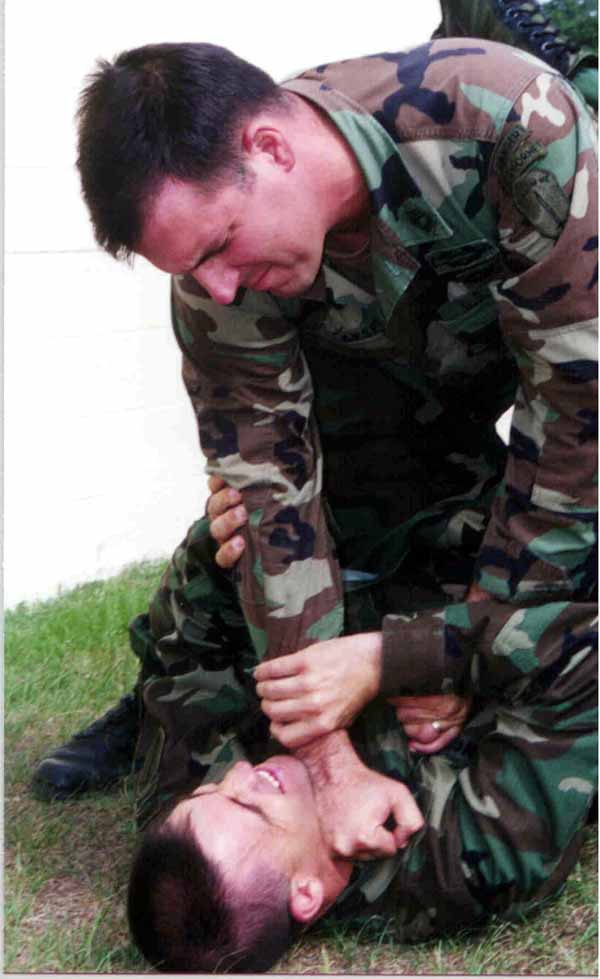
Soldaten der United States Army beim Nahkampftraining

Nahkampf ist die physische Auseinandersetzung auf kürzeste Distanz zwischen Kontrahenten mit dem Ziel einer machtbezogenen Überlegenheit über den oder die Gegner. Die auf kürzeste Distanz eingesetzten Mittel sind neben dem eigenen Körper mit Nahkampftechniken wie Hebeln und Griffen auch technische Mittel wie Blankwaffen, aber auch Schusswaffen wie die Pistole. Beide Parteien nehmen dabei eine vorsätzliche oder eventualvorsätzliche Schädigung der eigenen Person wie jener des Kontrahenten billigend in Kauf. Die Zielsetzung aller Formen des Nahkampfs, also die machtbezogene, hauptsächlich körperliche Überlegenheit, bleibt dabei erhalten, ungeachtet jeglicher Belohnungssysteme.
Nahkampf kann in zwei Unterformen unterteilt werden:
- Nahkampf ohne Sportcharakter als militärischer, polizeilicher und ziviler Kampf auf kurze und kürzeste Entfernung. Militärischer und polizeilicher Nahkampf wird im Englischen unter dem Begriff hand-to-hand combat im Close Quarters Battle für Orts- und Häuserkampf zusammengefasst. Militärischer Nahkampf unterliegt dem Kriegsvölkerrecht, polizeilicher dem Polizeirecht, ziviler für den Angegriffenen dem Notwehrrecht, dem Angreifer drohen stets zivil- und strafrechtliche Folgen.
- Nahkampf mit Sportcharakter unterliegt sportlichen Regeln: Ein Regelverstoß wird nach sportrechtlichen Gesichtspunkten als Nichtsieg und auch mit Ausschluss geahndet, außerdem drohen zivil- und strafrechtliche Folgen (regelkonforme Körperverletzung ist durch Einwilligung gerechtfertigt).

## Geschichte
Schon in der Entstehungsphase menschlicher Zivilisation war Nahkampf die ursprüngliche und vorherrschende Art, körperliche Auseinandersetzungen auszutragen. Mit der fortschreitenden biologischen und zivilisatorischen Entwicklung des Menschen nahm dessen Fähigkeit zu, Dinge zu instrumentalisieren, technische Instrumente herzustellen und zweckdienlich einzusetzen. So entwickelte der Mensch größeres motorisches Geschick, u. a. speziell mit Daumen, Händen und Armen, in der Anwendung von Werkzeug und Waffen. In zivilisatorischer Hinsicht stieg die Fähigkeit, sich in Gruppen und Verbänden zusammenzuschließen und gemeinsame Ziele zu verfolgen.
Mit der Fähigkeit zur Entwicklung technischer Instrumente und Waffen, welche auf größere Distanz ihre Wirkung entfalteten, nahm die Bedeutung des unmittelbaren Nahkampfs aus militärischer Sicht ab. Trotzdem behielt die Fertigkeit zur Auseinandersetzung im Nahbereich mit rein körperlichen Mitteln oder mit Instrumenten ihre Bedeutung.
Zivilisatorische Entwicklungen des Nahkampfs sind das Ringen im Altertum, in der Neuzeit japanische Kampfkünste, wie sie unter der Bezeichnung Budo zusammengefasst werden. Ebenfalls dazu gehört Kampfsport anderer Herkunft wie Boxen.

## Abgrenzungen

### Nahkampf ohne Sportcharakter
Nahkampf wird unterschieden in militärischen, polizeilichen und zivilen Nahkampf, mit der Anwendung geeigneter Mittel auf kurze Distanz, um gegen den Angreifer eine Wirkung zu entfalten. Die Wirkung kann mit oder ohne Hilfsmittel wie einem Tonfa angestrebt werden. Polizeilich ist bei der Festnahme eine Schädigung nicht gewollt, wird aber in Kauf genommen. Jedoch sind nur ausgebildete und zugelassene Nahkampftechniken anzuwenden, rechtlich erlaubt und sanktioniert. Im militärischen Nahkampf ist eine Schädigung gewollt. Im zivilen Bereich ist sanktionierter Nahkampf nur auf eine Abwehr ausgerichtet.
Aus der summarischen Definition des Nahkampfs heben sich waffenorientierte Anwendungen gesondert hervor. Aufgrund ihrer Wirkung in der Nahdistanz sind sie jedoch in ihrer Gesamtheit auch zum Nahkampf zu zählen.

### Militärischer Nahkampf mit Nahkampfwaffen
Ziel beim militärischen Nahkampf ist es, den Gegner beim überraschenden Aufeinandertreffen auf kürzeste Entfernung soweit möglich geräuscharm gefechtsunfähig zu machen. Dies kann waffenlos, aber auch mit Schuss- oder Behelfswaffen erfolgen. Eine Schädigung des Gegners ist dabei gewollt, um ihn am weiteren Kampf zu hindern. Im Unterschied zum polizeilichen Nahkampf ist der Soldat durch eine im Gefecht schussbereit geführte Schusswaffe gefechtsbereit.
Im Grabenkrieg dient die Anwendung von Handgranaten und anschließendem Feuerstoß mit einer Maschinenwaffe – Maschinenkarabiner oder Maschinenpistole – zum Aufrollen eines Grabensystems als militärische Nahkampftechnik, so wie es auch die Finnen im Waldkampf im Winterkrieg und nachmaligen Fortsetzungskrieg im Stellungskampf durchführten.
Die Wehrmacht zeichnete Soldaten des Heeres für den Nahkampf mit der Nahkampfspange und Fallschirmjäger sowie Luftwaffensoldaten im Erdkampf mit der Nahkampfspange der Luftwaffe aus und definierte als Nahkampflage, dass der Soldat diesen mit der blanken Waffe und Nahkampfmitteln Mann gegen Mann geführt haben musste, wobei der ausgezeichnete Soldat Gelegenheit fand, das Weiße im Auge des Feindes zu sehen (unter 100 m). Diese stand neben den persönlichen Tapferkeitsauszeichnungen hoch in der Rangfolge der Wehrmachtsauszeichnungen.
Das österreichische Bundesheer definiert Nahkampf als Kampf unter 30 Metern im Sinne der Wurfreichweite von Handgranaten als Nahkampfmittel, und den Kampf Mann gegen Mann – mit und ohne Waffen. Unter diese Definition fällt damit auch der Orts- und Häuserkampf als Kampf in urbanem Gelände, wenn dieser im Nächstbereich stattfindet, und der Kampf in Wäldern.
Militärisch wird im Nahkampf mit Behelfswaffen jede Art von Hieb-, Schnitt- und Schlagwaffen, die zur Verfügung steht, wie Kampfmesser, Dolch oder Grabendolch mit Schlagring als Griffschutz an der kurzen Blankwaffe eingesetzt, früher auch Bajonett und Beil, Schleuder oder Speer.
Mit dem Aufkommen von einschüssigen Musketen wurde bis in die Zeit der Bewaffnung mit Repetiergewehren im Nahkampf das Bajonett eingesetzt. Dieses ersetzte die Pike, die zum Schutz vor angreifender Kavallerie und nach dem Schuss als Stangenwaffe gegen feindliche Infanterie diente. Bedeutung hatte die Blankwaffe noch in der Zeit, als Handfeuerwaffen mit Schwarzpulver gezündet wurden. Dieses war witterungsempfindlich und zündete durch Luftfeuchtigkeit nicht bei Regen.
Das Bajonett verlor mit dem Aufkommen von halb- und vollautomatischen Waffen schon in den Grabenkämpfen des Ersten Weltkriegs seine Bedeutung, insbesondere nach dem Ersten Weltkrieg mit dem Aufkommen von Maschinenkarabinern als Primärbewaffnung und Pistolen als Sekundärbewaffnung. Dies war auf der einen Seite bedingt durch die beengten Platzverhältnisse in den Gräben, später auch durch die räumlichen Verhältnisse im Orts- und Häuserkampf sowie im Wald- und Gebirgskampf, und auf der anderen Seite durch die Länge der Waffe, da nur noch beim Gewehr 98 mit aufgesetztem Bajonett eine entsprechende Länge zur Abwehr eines Gegners erreicht wurde und später ausgegebene Gewehre immer kürzer wurden. Der Schutz vor Kavallerie wurde überflüssig.
In den Grabenkämpfen des Ersten Weltkriegs setzten die britischen Soldaten den separaten Stiel ihres Schanzspatens als Keule ein, der mit einem Metallring am Kopf verstärkt war, die deutschen Sturmsoldaten Grabendolche insbesondere mit Handschutz als Schlagring sowie die American Expeditionary Forces der US Army den U.S. M1917 (Grabendolch) und nachfolgend den Mark 1 (Grabendolch).
Aus der Nahkampfart Bartitsu und asiatischen Nahkampfarten entwickelte Oberstleutnant William E. Fairbairn und Hauptmann Eric Anthony Sykes für den zivilen Bereich und die Polizei von Shanghai das Defendu, für den militärischen Bereich zusammen mit dem Fairbairn-Sykes-Commando-Dagger das Gutter Fighting, und lehrten dies bei britischen Commandos, Paras sowie Agenten des SOE und OSS. Dies wurde durch Weiterentwicklung zur Grundlage des Krav Maga. Unter seiner Führung unterrichtete auch der Sergeant Major George de Relwyskow, der bereits vor Fairbairn ein Buch über Nahkampf aus seinen Erfahrungen des Grabenkampf im Ersten Weltkrieg veröffentlicht hatte.
Im Sowjetisch-Finnischen Krieg (1939/1940) verwendeten die finnischen Soldaten den Finnendolch (Puukko) erfolgreich als Nahkampfwaffe. Die sowjetischen Soldaten waren mit langen und für diesen Zweck unhandlichen Bajonetten ausgerüstet. Nach dem Krieg zog die Sowjetunion Lehren aus den Erfahrungen und führte kürzere Messerbajonette ein.
Als Blankwaffe wird noch von den Gurkhas das Kukri und von der russischen Infanterie, Marineinfanterie, Fallschirmjägern und Speznas der feststehende Kurzspaten MPL-50 als Nahkampfwaffe auch durch Wurf eingesetzt. Der als Pionierschanzzeug bezeichnete Kurzspaten diente schon im Ersten Weltkrieg den Sturmbataillonen als Nahkampfwaffe beim Handstreich auf feindliche Grabenstellungen. Diese sind jedoch nur auf kürzeste Entfernung von Bedeutung und bei einem mit einer Schusswaffe ausgerüsteten Gegner nur untergeordnet.
Die Anwendung von körperlichen Techniken ist im militärischen Nahkampf die Ausnahme, stellte schon der General Hermann Geyer nach dem Ersten Weltkrieg in seinem Handbuch Der Angriff im Stellungskrieg fest: „Der Nahkampf wird mit der Schusswaffe entschieden.“
Jeder Soldat der Sturmbataillone, und nachfolgend jeder deutsche Fallschirmjäger der Wehrmacht war daher mit einer Pistole ausgerüstet, auch da die Handfeuerwaffen bis auf die Maschinenpistolen in Abwurfbehältern abgeworfen wurden.
Im Orts- und Häuserkampf sowie im Waldkampf kann es jedoch zum Nahkampf ohne Waffen oder mit Behelfswaffen kommen. Dabei ist es grundsätzlich nicht möglich, sich dem Gegner lautlos anzunähern. Im Grabenkampf des Ersten Weltkriegs erfolgte die überraschende Annäherung häufig unter dem Feuer eigener schwerer Waffen, deren Einschläge Annäherungsgeräusche überlagerten.
Für den geräuschunterdrückenden Einsatz von Schusswaffen im Nahbereich dienen seit dem Zweiten Weltkrieg Schalldämpfer, insbesondere für Kurzwaffen. Für den waffenlosen militärischen Nahkampf dienen heute das israelische Krav Maga, das auch in der Bundeswehr gelehrt wird, in Russland Sambo sowie Systema.
Zu den auch im zivilen Bereich gängigen Nahkampfwaffen gehören u. a. das Kubotan. Eine Sonderform ist die Garrotte, eine Würgewaffe aus einem mittelstarken Metalldraht mit zwei Griffen.

### Nahkampf mit Behelfswaffen und Blankwaffen
Zur Anwendung kommen im Nahkampf sowohl Schusswaffen als auch Blankwaffen wie Messer oder Streitäxte und Behelfswaffen wie Feldspaten, deren eigentlicher Zweck nicht der einer Waffe ist, oder andere Hilfsmittel wie Stock, Tonfa, Pfefferspray, die grundsätzlich nicht tödliche Waffen sind; im waffenlosen Nahkampf werden Schläge und Stöße mit der baren Hand oder Tritte eingesetzt. Zu den militärisch ausgegebenen Kampfmessern gehören der Grabendolch, Arditidolch, Clou français und U.S. M1917 (Grabendolch).
In Japan gehörten früher auch Sonderkonstruktionen aus Alltagswerkzeugen wie das Kusarigama, das Tonfa oder die Nunchaku, sowie in Europa die Hellebarde als säbelartige Schnitt- und Stichwaffe, die häufig aus einer Sense geschmiedet wurde, zu den Nahkampfwaffen. In Japan zählten zu den Sonderformen auch Wurfsterne.
Eine geräuschlose oder auch geräuschintensive Anwendung ist kein Kriterium des Nahkampfs. Geräuschlose Anwendung ist lediglich ein Mittel im Gefecht, das aber nur mit wenigen Hilfsmitteln gegeben ist. Im Gegensatz dazu ist in vielen praktischen Anwendungen die stimmliche Unterstützung eine gewollte und wirkungsvolle Unterstützung, die nicht nur der Einschüchterung eines Kontrahenten dient. Verschiedene Nahkampftechniken entwickeln ihre volle Wirkung erst durch stimmliche Unterstützung aufgrund ihrer positiven Beeinflussung der Atmung.
Englische Kampfkunst u. a. mit einem Spazierstock als damaligen Alltagsgegenstand ist das Bartitsu für englische Gentlemen, französische Kampfkunst mit Spazierstock ist das Canne. Im deutschsprachigen Raum wird dazu ein Knotenstock eingesetzt, in Irland ein Shillelagh für das Bataireacht. Das Führen ist meist verboten und strafbar.
Historical Medieval Battle ist eine Kampfsportart, bei der Blankwaffen eingesetzt werden.

### Waffenloser Nahkampf
Bei der waffenlosen Anwendung von Nahkampftechniken bedient sich ein Anwender des Körpereinsatzes mit dem Ziel, einen Kontrahenten an einer Aktion zu hindern. Eine Schädigung des Kontrahenten wie auch der eigenen Person des Anwenders wird dabei billigend in Kauf genommen. Das Bewegungsrepertoire besteht aus einzelnen wie auch aus Kombinationen verschiedener Bewegungen und Techniken der Selbstverteidigung mit Block, Stoß, Schlag, Tritt, Griff, Druck oder Wurf.

### Polizeilicher Nahkampf
Zur Durchsetzung polizeilicher Maßnahmen insbesondere im Bereich der Festnahmetechnik kann der Einsatz von körperlichen unmittelbaren Zwangsmaßnahmen durch Griffe, Würfe, aber auch Schläge oder Stöße erfolgen, passiv zur Abwehr auch mit einem Block. Zum polizeilichen Nahkampf gehört auch der Einsatz von Pfefferspray, Schlagstock, Teleskopschlagstock oder Tonfa – nicht erlaubt sind jedoch Blankwaffen und andere nicht dienstlich ausgegebene Waffen. In einigen Ländern, versuchsweise in Deutschland, werden Taser mit einem hohen Risiko für Herzpatienten und Übergewichtige eingesetzt. In den USA kommt es immer wieder zum Fehleinsatz mit Folter durch Taser.
Grundsätzlich nähern sich Polizisten in Europa einer Person, die einer polizeilichen Maßnahme unterzogen wird, nicht mit gezogener Pistole an. In den USA geschieht dies wegen des sehr verbreiteten Besitzes von Schusswaffen mit der Hand an der Waffe, um diese bei Verdacht auf einen Angriff sofort ziehen zu können. Im 20. Jahrhundert wurden Waffen mit beschränkter Wirkung entwickelt. Polizeilich sind dies u. a. Taser und Reizstoffsprühgeräte. Letztere dürfen jedoch nach dem Kriegsvölkerrecht und der Chemiewaffenkonvention nicht von Soldaten, auch von Feldjägern und Polizisten im Auslandseinsatz, eingesetzt werden. Im Polizeisport und in der Ausbildung wurden früher die Sportarten Boxen und Judo gelehrt, heute ein Kombinationsnahkampf, der verschiedene Elemente zur Durchsetzung von Festnahme und Abwehr beinhaltet. Die Grenzen zwischen zivilen sportlichen und militärischen Nahkampfstilen sind fließend, beim japanischen Militär wird Aikijutsu, bei der Polizei von Tokio Kobudo und Aikido unterrichtet.

### Nahkampf mit Sportcharakter
Nahkampf mit Sportcharakter verfolgt das Ziel, mit der Überlegenheit über den Kontrahenten einen Sieg nach sportlichen Maßstäben zu erreichen. Schon in der Antike zeichnete sich der sportliche Sieg durch ein Belohnungssystem aus (Ruhm, Ehre, gesellschaftliche Privilegien). Die erlaubten Mittel zur Zielerreichung in sportlichen Nahkampfdisziplinen sind in den entsprechenden Regelwerken bzw. in der Gesetzgebung festgehalten. Sie bestehen beispielsweise aus Schlägen und Hebeltechniken, welche den Kontrahenten zur Aufgabe zwingen, bzw. einer punktemäßigen Überlegenheit nach einer zeitlich befristeten Bemessungsdauer.
Viele dieser Disziplinen haben für die Ausübenden eine positive Wirkung bezüglich motorischer Fertigkeiten (Flinkheit, Geschicklichkeit, Körperbeherrschung, Durchhaltewillen), technischer Fertigkeiten (Präzision) und Entwicklung persönlicher Kompetenzen bei der Bewältigung von Niederlagen und Erlernen von Fairness und Respekt.
Beispiele sportlicher Nahkampfdisziplinen sind:
| Herkunft                       | Disziplin |
| ------------------------------ | --- |
| weltweit                       | Boxen, Fechten, Kickboxen |
| Europa und Vorderasien         | Ringen verschiedener Stilrichtungen (griechisch-römisch, Freistil, Catch Wrestling, Lucha Canaria) |
| Vereinigtes Königreich England | Bartitsu, Gutter Fighting, Bataireacht mit Shillelagh (Waffe) |
| Schweiz                        | Schwingen |
| Ostalpenraum                   | Ranggeln |
| Russland                       | Sambo und Systema |
| Brasilien                      | Gracie Jiu-Jitsu |
| China                          | Wushu, San Shou, Shuaijiao, Goju Ryu, Wing Chun |
| Japan                          | Jiu Jitsu und Judo, Aikijutsu und Aikido, Bujinkan, Karate, Kobudo, Sujutsu, Yarijutsu (Speerkampf), Naginajutsu (jap. Hellebarde), Tojutsu, Kenjutsu und Kendo (Schwertkampf), Tantojutsu (Messerkampf), Jōjutsu und Jōdō (Stock- und Schwertkampf), Kasarijutsu (Umgang mit der Kette), Ninjutsu (vergleich Ninja), Sumo |
| Korea                          | Taekwondo, Tang Soo Do, Ssireum |
| Nordkorea                      | Kyŏksul |
| Vietnam                        | Viet Vo Dao |
| Philippinen                    | Filipino Martial Arts auch Arnis oder Escrima oder Kali |
| Thailand                       | Muay Thai |
| Indonesien                     | Pencak Silat |
| Israel                         | KAPAP und Krav Maga |
| Indien                         | Kalarippayat |